# Леукемија власастих ћелија
Леукемија власастих ћелија (ЛВЋ) или трихолеукемија (МКБ 10 C91.4 Leukaemia "hairy-cell" ) је подтип хроничне мијелоидне леукемије или малигне болести крви и коштане сржи, у којој коштана срж ствара превише Б ћелија (лимфоцита), врсте белих крвних зрнаца која се боре против инфекције. Овај вишак абнормалних Б ћелија под микроскопом изгледа "власасто". Како се број ћелија леукемије повећава, производи се мање здравих белих и црвених крвних зрнаца и тромбоцита (крвних плочица).
Леукемија власастих ћелија погађа више мушкараце него жена, а најчешће се јавља код одраслих особа средњих или старијих година.
Етиологија болести је непозната. Постоје подаци о повезаности ЛВЋ са јонизујућим зрачењем. Док се породична предиспозиција претпоставља на основу приказа у литератури појаве болести у оца и сина, мајке и сина, мајке и ћерке и три сиблинга са истим хаплотипом Ал, Б7.
Леукемија власастих ћелија сматра се хроничном болешћу јер можда никада неће потпуно нестати, иако лечење може довести до ремисије болести која може да траје годинама.

## Анатомија костију
Кост се састоји од:
- Компактне кости, која формира спољашњи слој кости.
- Сунђерасте кости, која се налази углавном на крајевима костију и садржи црвену коштану срж.
- Коштане сржи, која се налази у центру већине костију и има много крвних судова. Постоје две врсте коштане сржи: црвена (која садржи крвне матичне ћелије које могу постати црвена крвна зрнца, бела крвна зрнца или тромбоцити) и жутс која с углавном састоји од масти.

Нормално, коштана срж се састоји од матичних крвних ћелија (незреле ћелије) које временом постају зреле крвне ћелије. Матична ћелија крви могу постати:
Мијелоидне матичне ћелије - стварају једну од три врсте зрелих крвних зрнаца:
- Црвена крвна зрнца - која преносе кисеоник и друге супстанце у сва ткива у телу.
- Тромбоците - који формирају крвне угрушке да би зауставили крварење.
- Гранулоците (бела крвна зрнца) који се боре против инфекција и болести.

Лимфоидне матичне ћелије - од које постаје лимфобластна ћелија, а затим једна од три врсте лимфоцита (белих крвних зрнаца):
- Б лимфоцити који производе антитела која помажу у борби против инфекције.
- Т лимфоцити који помажу Б лимфоцитима да производе антитела која помажу у борби против инфекције.
- Природне ћелије убице које нападају ћелије рака и вирусе.

## Етиопатогенеза
Леукемија може утицати на црвена крвна зрнца, бела крвна зрнца и тромбоците. Код леукемије власастих ћелија, велики број матичних ћелија постају лимфоцити (врста белих крвних ћелија, које се називају и леукемичне ћелије). Ове леукемичне ћелије које се не могу се добро борити против инфекције, због великог броја који непрестано расте у крви и коштаној сржи, утичу на све мањи простор за здраве беле и црвене крвне ћелије и тромбоците. То може резултовати инфекцијом, анемијом и лакшим облицима крварења. Неке станице леукемије могу се сакупљати у слежени и изазвати њено повећање.

## Класификација
Када се посебно не наводи, „класични“ облик леукемије власастих ћелија се често подразумева као примарни, али су поред њега описане и две варијанте:
- Варијанта леукемије власастих ћелија, коју теже лечити него било коју другу варијанту.
- Јапанска варијанта леукемија власастих ћелија

### Варијанта леукемије власастих ћелија (ЛВЋ-В)
Варијанта леукемије власастих ћелија (ЛВЋ-В) је неуобичајен поремећај, који чини приближно 0,4% хроничних лимфоидних малигнитета и 10% свих случајева леукемије власастих ћелија. Док класични леукемије власастих ћелија првенствено погађа мушкарце, код ЛВЋ-В доминације полова не постоји.
Варијантна леукемије власастих ћелија (ЛВЋ-В) се обично описује и као пролимфоцитна варијанта леукемије власастих ћелија. Први пут је званично описан 1980. године у лабораторији Хејхо Универзитета у Кембриџу. Овај варијантни облик леукемије власастих ћелија, представља око 60-75 нових случајева ХЦЛ-В сваке године у Сједињеним Америчким Државама. Иако се болест може појавити у било ком узрасту, средња старост при постављању дијагнозе је преко 70 година.
Слично Б-ћелијској пролимфоцитној леукемији (Б-ПЛЛ) код хроничне лимфоцитне леукемије, ЛВЋ-В је агресивнија болест. Историјски гледано, сматрало се да је мање вероватно да ће се успешно лечити него класични облик леукемије власастих ћелија, а ремисије су биле краће. Међутим, увођење комбиноване терапије са истовременом терапијом ритуксимабом и кладрибином је показало одличне резултате у раном праћењу. Од 2016. године, ова терапија се сматра третманом прве линије избора за многе људе са ЛВЋ-В.
Многи старији приступи лечењу, као што су интерферон-алфа, комбиновани режим хемотерапије „ЦХОП“, и уобичајени агенси за алкиловање као што је циклофосфамид, показали су врло малу корист. Пентостатин и кладрибин који се примењују као монотерапија (без истовременог ритуксимаба) пружају извесну корист многим људима са ЛВЋ-В, али обично изазивају краће периоде ремисије и ниже стопе одговора него када се користе у класичнол леукемији власастих ћелија. Више од половине људи делимично реагује на спленектомију.
Што се тиче развоја Б-ћелија, пролимфоцити су мање развијени од лимфоцита или плазма ћелија, али су и даље зрелији од својих лимфобластних прекурсора.
ЛВЋ-В се разликује од класичне леукемије власастих ћелија углавном у овим аспектима:
- Већи број белих крвних зрнаца, понекад прелази 100.000 ћелија по микролитру

- Агресивнији ток болести који захтева чешће лечење

- Власасте ћелије са необично великим нуклеолом за њихову величину

- Производња малог вишка фибронектина који производе класичне лласасте ћелије да би ометале биопсију коштане сржи.[13]

- Ниска или никаква експресија ЦД25 на ћелијској површини (алфа ланац интерлеукина-2 [ИЛ-2] рецептора, или п55).[14]

Низак ниво ЦД25, део рецептора за кључни имунорегулациони хормон, може објаснити зашто су ХЦЛ-В случајеви генерално много отпорнији на лечење хормонима имуног система.
ЛВЋ-В који обично има висок удео власастих ћелија без функционалног гена за супресију тумора п53, је нешто вероватније да ће се трансформисати у малигнитет вишег степена. У Великој Британији је претпостављена типична стопа трансформације од 5-6%, слична Рихтеровој стопи трансформације за СЛВЛ и ЦЛЛ. Међу пацијентима са ЛВЋ-В, најагресивнији случајеви обично имају најмању количину активности гена п53. Власасте ћелије без гена п53 имају тенденцију, током времена, да замене мање агресивне п53(+) длакаве ћелије.
Неки докази сугеришу да преуређење имуноглобулинског гена ВХ4-34, које се налази код око 40% пацијената са ЛВЋ-В и 10% пацијената са класичним обликом леукемије власастих ћелија, може бити важнији као лош прогностички фактор од варијантног статуса, са ЛВЋ-В пацијенти без ВХ4-34 реаранжмана који реагују отприлике као и класични пацијенти са леукемијом власастих ћелија.

### Леукемија власастих ћелија-јапанска варијанта (ЛВЋ-Ј)
Варијанта која се зове леукемија власастих ћелија - јапанска варијанта, или ЛВЋ-Ј, се лакши облик болести који се лечи, углавном кладрибином.
|                                                 | ЛДЋ         | ЛВЋ-В        |
| ----------------------------------------------- | ----------- | ------------ |
| КОШТАНА СРЖ                                     |             |              |
| Целуларност                                     |             |              |
| Хиперцелуларни                                  | 54% (44/82) | 43% (6/14)   |
| Нормоцелуларни                                  | 18% (15/82) | 28,5% (4/14) |
| Хипоцелуларни                                   | 28% (23/82) | 28,5% (4/14) |
| Образац инфилтрације                            |             |              |
| међупросторни                                   | 24% (20/82) | 50% (7/14)   |
| интерстицијални са агрегатима                   | 21% (17/82) | 36% (5/14)   |
| Листови                                         | 55% (45/82) | 14% (2/14)   |
| Ниво инфилтрата сржи                            |             |              |
| 75–100%                                         | 73% (60/82) | 21% (3/14)   |
| 25–75%                                          | 22% (18/82) | 50% (7/14)   |
| Мање од 25%                                     | 5% (4/82)   | 29% (4/14)   |
| Имунобојење за ТРАП                             |             |              |
| Позитивно на ТРАП                               | 95% (73/77) | 38% (5/13)   |
| Негативно за ТРАП                               | 5% (4/77)   | 62% (8/13)   |
| Резидуална хематопоеза                          |             |              |
| Изразито потиснуто                              | 63% (52/82) | 21% (3/14)   |
| Присутан                                        | 37% (30/82) | 79% (11/14)  |
| ЦИТОМОРФОЛОГИЈА                                 |             |              |
| Цитоплазматске пројекције                       |             |              |
| Присутан                                        | 94% (67/71) | 96% (25/26)  |
| Одсутан                                         | 6% (4/71)   | 4% (1/26)    |
| Једарни иблик                                   |             |              |
| Серија                                          | 77% (55/71) | 92% (24/26)  |
| Атипична (у облику бучице, неправилна, жлебови) | 23% (16/71) | 8% (2/26)    |
| Нуклеоли                                        |             |              |
| Одсутан                                         | 79% (56/71) | 0% (0/26)    |
| Мала и неупадљива                               | 20% (14/71) | 38% (10/26)  |
| Истакнути                                       | 1% (1/71)   | 62% (16/26)  |

НАПОМЕНА: ЛВЋ: леукемија длакавих ћелија, ЛВЋ-В: леукемија власастих ћелија-варијанта, Н/А: није доступно.

## Клиничка слика
Симптоми леукемије власастих ћелија се развијају споро и слични су онима код других врста леукемије, и укључују:
- ненамерни губитак тежине,
- бледу кожу,
- бол или оток у трбуху (абдомену)

Већина клиничких знакова болести је последица цитопеније и увећања слезине или спленомегалије, која настаје као последица абнормалне акумулације белих крвна зрнца у слезини, узрокујући повећање њене величине. Ако је слезина увећана, вероватно ће болесник имати болну квржицу на левој страни трбуха. Увећана слезина може уклонити нормалне крвне ћелије из крви болесника, што доводи до даљег смањења броја нормалних црвених и белих крвних зрнаца и тромбоцита у крви. и проузроковати следече клиничке симптоме:
- слабост, умор и недостатак даха
- губитак телесне тежине, грозница и ноћно знојење, слично другим лимфопролиферативним поремећајима,
- честе инфекције, које су главни проблем и водећи узрок смрти пацијената са ЛВЋ. Ако је присутна висока температура, треба тражити знаке инфекције, јер се сама болест не манифестује појавом грознице. Око 30% пацијената се први пут обраћа лекару због инфекција, а 70% пацијената има инфекције током болести. Леукемија власастих ћелија повезана је са грам-позитивним и грам-негативним бактеријским инфекцијама, као и са атипичним микобактеријским и инвазивним гљивичним инфекцијама. Пријављене су и друге опортунистичке инфекције, као што су легионела, токсоплазмоза и листериоза.
- хеморагични синдром (лакше крварење или модрице) изазван тромбоцитопенијом, који се јавља код више од четвртине пацијената.
- мултифакторску цитопенију која је у зависности од инфилтрације коштане сржи власастим лимфоидним ћелијама и фиброзе сржи, карактерише смањеном производњом хематопоетских ћелија.

Леукемија власастих ћелија повезана је и са другим системским имунолошким поремећајима укључујући следеће:
- склеродерма,
- полимиозитис,
- полиартеритис нодоса,
- еритематозне макулопапуле,
- пиодерма гангренозум.

Друга неуобичајена стања која могу бити повезана са леукемијом власастих ћелија су:
* стечена антитела на фактор 8,
- парапротеинемија и
- системска болест мастоцита.

## Дијагноза
Ако лекар опште праксе посумња на леукемију, пацијента шаље лекару специјализованом за поремећаје крви (хематологу) који поставља коначну дијагнозу ЛВЋ на основу следећих процедура:
Физички преглед и историја болести
Физички преглед проверава опште знакове здравља, укључујући проверу знакова болести, као што је инфекција или било шта друго што изгледа необично. Такође ће се испитати историјат здравствених навика пацијената, прошлих болести и лечења.
Комплетна крвна слика (ЦЦ) са диференцијалном крвном сликом (ДЦ)
У овој процедури након што се узима узорак крви у апрувету уметањем игле у вену, у лабораторији се проверава следеће:
- број црвених крвних зрнаца
- број тромбоцита (крвних плочица)

- број и врста белих крвних зрнаца

- количина хемоглобина (протеина који носи кисеоник) у црвеним крвним зрнцима

- део црвених крвних зрнаца у укупној запремини крви

Биохемијски тестови крви
Овим тестовима се проверава узорак крви како би се измерила количина одређених супстанци које органи и ткива у телу ослобађају у крв. Неуобичајене (више или мање од нормалне) количине ове супстанце могу бити знак болести.
Брис периферне крви
Брисом се проверава узорак крви на бластне ћелије, број и типове белих крвних зрнаца, број тромбоцита и промене у облику, величини и броју крвних зрнаца.
Аспирација и биопсија коштане сржи
Након убацивања шупље игле у карлицу или грудну кост, узима се узорка коштане сржи, крв и малигни комада кости Овј узорак испитује патолог под микроскопом тражећи абнормалне ћелије.
Остали тестови који се могу обавити на узорцима крви или коштане сржи добијеним биопсијом коштане сржи су:
- Цитогенетска анализа - лабораторијски тест у коме се ћелије у узорку крви или коштане сржи посматрају под микроскопом како би се утврдило да ли постоје одређене промене у хромозомима лимфоцита. На пример, у АЛЛ позитивном на хромозом у Филаделфији, део једног хромозома прелази на други хромозом.[22]

- Имунофенотипизација - поступак који се користи за идентификацију ћелија, на основу типа антигена или маркера на површини ћелије. Ова процедура се користи за дијагнозу АЛЛ подтипа, упоређујући ћелије рака са нормалним ћелијама имуног система.[22]

- Проточна цитометрија - лабораторијски тест који мери број ћелија у узорку, проценат живих ћелија у узорку и одређене карактеристике ћелија, као што су величина, облик и присуство туморских маркера на површини ћелије. Ћелије су обојене бојом осетљивом на светлост. Осветљене су ласерском светлошћу, а степен расејања светлости исте таласне дужине је показатељ физичких особина ћелија – величина, величина зрна... Мерења се заснивају на томе како боја осетљива на светлост реагује на светлост.[22]

- Тестирање генских мутација - лабораторијски тест који се изводи на узорку коштане сржи или крви да би се провериле мутације у БРАФ гену. Мутација БРАФ гена се често налази код пацијената са леукемијом власастих ћелија.[22]

ЦТ скенирање-компјутерска томографија
ЦТ или компјутеризованом аксијалном томографијом (ЦАТ) прави се серија детаљних слика подручја унутар тела, која се снима из различитих углова. Снимљене слике се потом обрађују уз помоћ рачунара повезаног са рендгенским апаратом. Пацијенту се такође може дати контрастно средство или „боја“ која се може убризгати у вену или прогутати да би органи или ткива били јаснији.
- Патохистолошки приказ леукемије власастих ћелија
- Велико увећање коштане сржи показује инфилтрацију леукемијом власастих ћелија.
- Леукемијом власастих ћелија
- Микрографија са великим увећањем леукемије власастих ћелија. Х&Е мрља.
- Микрографија са великим увећањем леукемије власастих ћелија. Х&Е мрља.

## Дијагностичка разматрања
Леукемија власастих ћелија (ЛВЋ) се мора разликовати од других периферних малих Б-ћелијских лимфоидних неоплазми, укључујући:
- варијанту леукемије власастих ћелија (ЛВЋ-В),[25]
- леукемију власастих ћелија коју експримира ИГХВ4-34 и
- лимфом дифузне црвене пулпе слезине (СДРПЛ).

Док су те неоплазме хистолошки сличне класичној леукемија власастих ћелија, оне имају агресивнији клинички ток и мање је вероватно да ће реаговати на терапију аналогом пурина.
Тестирање за БРАФ-В600Е омогућава диференцијалну дијагнозу засновану на генетици између тумора сличних леукемији власастих ћелија и леукемија власастих ћелија, пошто БРАФ-В600Е нема у другим неоплазмама Б-ћелија.
Други проблеми које треба узети у обзир у диференцијалној дијагнози леукемије власастих ћелија укључују следеће:
- Примарна мијелофиброза
- Хронична лимфоцитна леукемија
- Лимфом ниског степена
- миелосклероза
- Панцитопенија и фиброза сржи
- Пролимфоцитна леукемија
- Лимфом маргиналне зоне слезине
- Системска мастоцитоза

### Диференцијалне дијагнозе
- Анемија
- апластична анемија
- хронична лимфоцитна леукемија
- мијелодиспластични синдром
- мијелофтична анемија
- мијелопролиферативна болест
- примарна мијелофиброза

## Терапија
Како се леукемија власастих ћелија развија споро, хитно лечење можда неће бити потребно, али ће редовни тестове крви бити неопходни како би се пратило стање болести и пацијента.
Лечење се може препоручити ако се повећа број абнормалних белих крвних зрнаца или ако цу се развили сви симптоми.

### Конзервативна терапија
Биолошка терапија или имунотерапија
Биолошка терапија је третман који имуни систем пацијента користи у борби против рака. Супстанце произведене у телу или направљене у лабораторији користе се за побољшање, усмеравање или обнављање природне одбране тела против рака. Ова врста лечења рака која се такође назива биотерапија или имунотерапија, користи интерферон алфа који се обично користи за лечење леукемије власастих ћелија.
Овом терапијом спленектомија је замењена рекомбинантним интерферон (интерферон 2а и интерферон 2б), који се примењује у дози од 2 до 4 милиона јединица/м2. Даје се субкутано, 3 до 7 пута недељно, а терапија обично траје око 12 месеци.
Хемотерапија
Хемотерапија  је главни третман леукемије власастих ћелија и обично је ефикасна у уништавању ћелија рака.
Две главне врсте лекова за хемотерапију које се користе су:
- кладрибин – даје се или као инјекција непосредно под кожу, или путем капи директно у вену (инфузија).[31]
- пентостатин – даје се као инјекција директно у вену (интравенозно) сваке 2 недеље.[32]

Од ова два цитостатика, 2-хлородеоксиаденозин се чешће користи у инфузији у дози од 0,1 mg ЦдА / м2 / дан током 7 дана.
Ремисија се постиже код око 82% пацијената.
Како ови лекови могу изазвати нуспојаве, пацијентима се даје додатна терапија нпр. антиеметици.
Хемотерапијски лекови такође могу учинити пацијента рањивијим на инфекцију, па се током хемотерапије могу појавити знаци инфекције, праћени појавом високе температуре.
Циљана терапија
Циљана терапија је врста лечења која користи лекове или друге супстанце за препознавање и напад специфичних ћелија рака без оштећења нормалних ћелија. Терапија моноклонским антителима је врста циљане терапије која се користи код леукемије власастих ћелија.
Терапија моноклонским антителима је третман рака који користи антитела направљена у лабораторији од једне врсте ћелија имунског система. Ова антитела могу да идентификују супстанце на ћелијама рака, односно антиген као специфична обележивачка структура на површини ћелије. Свако моноклонско антитело препознаје специфични антиген на ћелији рака. Антитела се везују за антиген и убијају ћелије рака, блокирајући њихов раст или ширење.
Моноклонска антитела се дају инфузијом. Могу се користити сами или у комбинацији са другим онколошким лековима или зрачењем.
Моноклонско антитело под називом ритуксимаб може се користити за одређене пацијенте са леукемијом власастих ћелија. Ритуксимаб се понекад може користити у комбинацији са хемотерапијом. Делује тако што се везује за протеин који се налази на ћелијама леукемије, а имуни систем затим циља и убија ћелије.

### Хируршка терапија
Спленектомија је била стандардни третман леукемије власастих ћелија до средине 1980-их. Икако побољшава панцитопенију код већине пацијената, ретко се постиће потпуна ремисија ЛВЋ и то само код пацијената који имају чисто слезински облик болести. Данас је спленектомија ретко потребна, и то само ако дође до руптуре слезине, тешке тромбоцитопеније као последица хиперспленизма и код пацијената са енормно великом слезином која ствара велике механичке сметње пацијенту, као што су немогућност савијања, гушења због компресија на дијафрагми итд.
Тренутне индикације за уклањање слезине су:
- јако увећана и болна слезина која изазива сметње у свакодневном животу.
- уништавање великог број црвених крвних зрнаца или тромбоцита у слезини
- ако није дошло да смањења величина слезине након хемотерапије.

## Нежељени ефекти лечења ЛВЋ
Хемотерапија убија ћелије које се брзо множе, као што су леукемијске ћелије. Такође узрокује оштећење нормалних ћелија које брзо расту, укључујући ћелије косе и ћелије које чине ткива у устима, цревима и коштаној сржи. Нежељени ефекти хемотерапије настају као резултат овог оштећења и укључују:

##### Ефекте на коштану срж
Хемотерапија утиче на способност коштане сржи да производи адекватан број крвних зрнаца. Као резултат тога, ваша слика (број белих крвних зрнаца, тромбоцита и црвених крвних зрнаца који циркулишу у болесниковој крви) ће генерално пасти у року од недељу дана лечења. Дужина времена које је потребно да се коштана срж и крвна слика опораве углавном зависи од врсте хемотерапије која се даје.
Када је број тромбоцита веома низак (болесник је тромбоцитопеничан), јављају се модрице и крварење. За то време је корисно дапацијент избегава оштре предмете у устима, као што су сецкане кости или чипс, јер могу посећи десни. Коришћење меке четкице за зубе такође помаже у заштити десни. У многим случајевима се даје трансфузија тромбоцита да би се смањио ризик од крварења док се број тромбоцита не опорави.
Ако број црвених крвних зрнаца и ниво хемоглобина падне, вероватно ће болесник постати анемични. Када је анемичнан, осећаће се уморније и летаргичније него обично. Ако је ниво хемоглобина веома низак, лекар може прописати трансфузију крви.

##### Ризик од инфекције
Обично се очекује да од 10 до 14 дана након хемотерапије пацијент бива изложени већем ризику од развоја инфекције, јер је пацијент неутропенични, што значи да је његов број неутрофила низак. Инфекције у периоду неутропеније могу бити прилично озбиљне и потребно их је лечити антибиотицима што је пре могуће.

##### Мучнина и повраћање
Мучнина и повраћање су често повезани са хемотерапијом и неким облицима радиотерапије. Међутим, данас су, захваљујући значајним побољшањима лекова против болести (антиеметика), мучнина и повраћање су генерално веома добро контролисани.

##### Промене у укусу и мирису
И хемотерапија и терапија зрачењем могу изазвати промене у чулу укуса и мириса. Ово је обично привремено, али у неким случајевима траје и до неколико месеци.

##### Упала слузокоже
Мукозитис или упала слузнице уста, грла или црева је уобичајена и непријатна нуспојава хемотерапије и неких облика радиотерапије. Обично почиње око недељу дана након завршетка лечења и нестаје када се болесникова крвна слика опорави, обично неколико недеља касније.

##### Промене црева
Хемотерапија може проузроковати оштећење слузнице цревног зида. То може довести до грчева, метеоризма, отока стомака и дијареје.

##### Губитак косе
Губитак косе је врло честа нуспојава хемотерапије и неких облика радиотерапије. Међутим, то је обично само привремено. Коса почиње да опада у року од неколико недеља третмана и има тенденцију да поново расте три до шест месеци касније. Избегавање употребе топлоте или хемикалија и само коришћење меке четке за косу и благог шампона за бебе може помоћи у смањењу свраба и осетљивости власишта који се могу јавити док губите косу. Такође треба избегавати директну сунчеву светлост на изложеној глави (носити шешир) јер хемотерапија (и радиотерапија) чини болесникову кожу још рањивијом на штетне ефекте сунца (као што су опекотине од сунца и рак коже).

##### Умор
Већина болесника доживљава одређени степен умора у данима и недељама након хемотерапије и радиотерапије. Доста одмора и мало лаганих вежби сваког дана могу помоћи да се пацијент осећа боље током овог периода. Важно је да са болесник одмара када сте уморни.

##### Плодност
Неке врсте хемотерапије и радиотерапије могу изазвати привремено или трајно смањење плодности. Код жена, неке врсте хемотерапије и радиотерапије могу изазвати различите степене оштећења нормалног функционисања јајника.
Код мушкараца, производња сперме може бити поремећена неко време, али производња нове сперме може поново постати нормална у будућности. Постоје неке опције за очување плодности, ако је потребно, док се болесник лечи од леукемије.

##### Рана менопауза
Неки третмани рака могу утицати на нормално функционисање јајника. Ово понекад може довести до неплодности и почетка менопаузе раније него што се очекивало, чак и у младости. Почетак менопаузе у овим околностима може бити изненадан и, разумљиво, веома узнемирујући. Хормонске промене могу довести до многих класичних симптома менопаузе. Неке жене током овог периода доживљавају смањен сексуални нагон, анксиозност, па чак и симптоме депресије.

## Прогноза
Као и код већине врста рака крви, изгледи за леукемију власастих ћелија зависиће од тога колико је стање напредовало у време постављања дијагнозе и колико добро болесник реагује на лечење.
Како је леукемија власастих ћелија ретка врста рака, тешко је лекарима да тачно предвиде како ће болест дугорочно утицати на појединце.
Према расположивим подацима болесници живе у просеку 4-5 година. Болесници који су на почетку болести имали благо увећану слезину живе нешто дуже (до 10 година). Најчешћи узрок смрти је инфекција.